# 布拉斯科桑乔
布拉斯科桑乔，是西班牙卡斯蒂利亚-莱昂阿维拉省的一个市镇。 总面积23km2, 总人口160人（2001年），人口密度7人/km2。